# بئاتریس مرلو
بئاتریس مرلو (انگلیسی: Beatrice Merlo؛ زادهٔ ۲۳ فوریهٔ ۱۹۹۹) بازیکن فوتبال اهل ایتالیا است.
از باشگاه‌هایی که در آن بازی کرده‌است می‌توان به باشگاه فوتبال زنان اینتر میلان اشاره کرد.
وی همچنین در تیم‌های ملی فوتبال زنان ایتالیا، Italy women's national under-23 football team, Italy women's national under-19 football team، و Italy women's national under-17 football team بازی کرده‌است.